# Конституционный референдум в Камбодже (1972)
Референдум по изменению конституции Камбоджи (Кхмерской республики) состоялся 30 апреля 1972 года. В результате референдума поправки были одобрены 97,5 % избирателей.